# خطوط بوتا الجوية
خطوط بوتا الجوية هي شركة طيران أذربيجانية افتراضية منخفضة التكلفة ومقرها باكو ، وتتخذ من مطار حيدر علييف الدولي مقرا لعملياتها التشغيلية. وهي شركة فرعية مملوكة بالكامل للخطوط الجوية الأذربيجانية .

## تاريخ
في ديسمبر 2016 ، تم اعلان من قبل الخطوط الجوية الأذربيجانية انها بصدد تأسيس شركة طيران داخلية منخفضة التكلفة باسم AZALJet . بعد عام من التشغيل ، تقرر استبدال AZALJet بشركة طيران جديدة اسمها Buta Airways ، والتي سيكون لها أسطول من طائرتين من طراز Embraer بالكادر الوظيفي و الزي الخاص بها ، و سياسة تعريفة مستقلة.
في 2 يونيو 2017 ، تمت الموافقة على شعار وشعار شركة الطيران. يعكس الشعار رمزية الطائر الأسطوري المقدس سيمرغ ، المتمثل في شكل الزخرفة الأذربيجانية . في الجزء الخلفي والأمامي للطائرة ، يتم رسم أنماط سيمرغ باللون الأزرق ، والتي تمثل روابط شركة الطيران مع الخطوط الجوية الأذربيجانية ، وكذلك باللون الأحمر الفاتح ، الذي يشير إلى علم أذربيجان.
في يونيو 2017 ، أعلنت شركة الطيران أن الحد الأدنى لأسعار السفر لرحلة في اتجاه واحد سيبدأ من 29 يورو. و على الرغم من كونها شركة طيران منخفضة التكلفة ، إلا أن شركة Buta Airways تقدم شطائر مجانية ومياه على متن الطائرة لجميع العملاء. يمكن للمسافرين شراء خدمات إضافية بما في ذلك الأمتعة والوجبات الساخنة واختيار المقاعد مقابل تكلفة إضافية.
في 16 يناير 2018 ، بدأت شركة Buta Airways خدمتها الأولى إلى وجهة داخل أوروبا ، مع رحلة أسبوعية مرة واحدة إلى صوفيا . في وقت لاحق من ذلك العام في ديسمبر ، رحبت شركة Buta Airways بطائرتها الثامنة من طراز Embraer 190 .
في عام 2019 ، أضافت شركة Buta Airways باتومي وأوفا وأوديسا لتحلق الى 18 وجهة طيران.

## الأماكن
اعتبارًا من يناير 2019 ، تخطط شركة Buta Airways للطيران إلى 18 وجهة في 7 دول.
| دولة                     | مدينة           | مطار                                | ملحوظات        | الحكام        |
| ------------------------ | --------------- | ----------------------------------- | -------------- | ------------- |
| أذربيجان                 | باكو            | مطار حيدر علييف الدولي              | محور خطوط جوية |               |
| أذربيجان                 | جانجا           | مطار جانجا الدولي                   |                | [ 8 ]         |
| البحرين                  | المنامة         | مطار البحرين الدولي                 |                | [ 9 ]         |
| بلغاريا                  | صوفيا           | مطار صوفيا                          |                | [ 10 ]        |
| جورجيا                   | باتومي          | مطار باتومي الدولي                  | رحلات موسمية   | [ 11 ] [ 12 ] |
| جورجيا                   | تبليسي          | مطار تبليسي الدولي                  |                | [ 13 ]        |
| إيران                    | طهران           | مطار الإمام الخميني الدولي في طهران |                | [ 13 ]        |
| روسيا                    | استراخان        | مطار ناريمانوفو                     |                | [ 14 ] [ 15 ] |
| روسيا                    | قازان           | مطار قازان الدولي                   |                | [ 13 ]        |
| روسيا                    | مينيراليني فودي | مطار مينيراليني فودي                |                | [ 13 ]        |
| روسيا                    | موسكو           | مطار فنوكوفو الدولي                 |                | [ 13 ]        |
| روسيا                    | سان بطرسبورج    | مطار بولكوفو                        |                | [ 8 ]         |
| روسيا                    | أوفا            | مطار أوفا الدولي                    |                | [ 16 ]        |
| المملكة العربية السعودية | الدمام          | مطار الملك فهد الدولي               |                | [ 17 ]        |
| المملكة العربية السعودية | الرياض          | مطار الملك خالد الدولي              |                | [ 17 ]        |
| تركيا                    | أنقرة           | مطار إيسينبوجا الدولي               |                | [ 18 ]        |
| تركيا                    | غازي باشا       | مطار غازي باشا                      | رحلات موسمية   | [ 19 ]        |
| تركيا                    | اسطنبول         | مطار صبيحة كوكجن الدولي             |                | [ 8 ]         |
| تركيا                    | إزمير           | مطار عدنان مندريس                   | رحلات موسمية   | [ 20 ]        |
| أوكرانيا                 | خاركيف          | مطار خاركيف الدولي                  |                | [ 21 ]        |
| أوكرانيا                 | كييف            | مطار كييف الدولي (جولياني)          |                | [ 22 ]        |
| أوكرانيا                 | لفيف            | مطار لفيف دانيلو هاليتسكي الدولي    |                | [ 23 ]        |
| أوكرانيا                 | أوديسا          | مطار أوديسا الدولي                  |                | [ 21 ]        |

## سريع

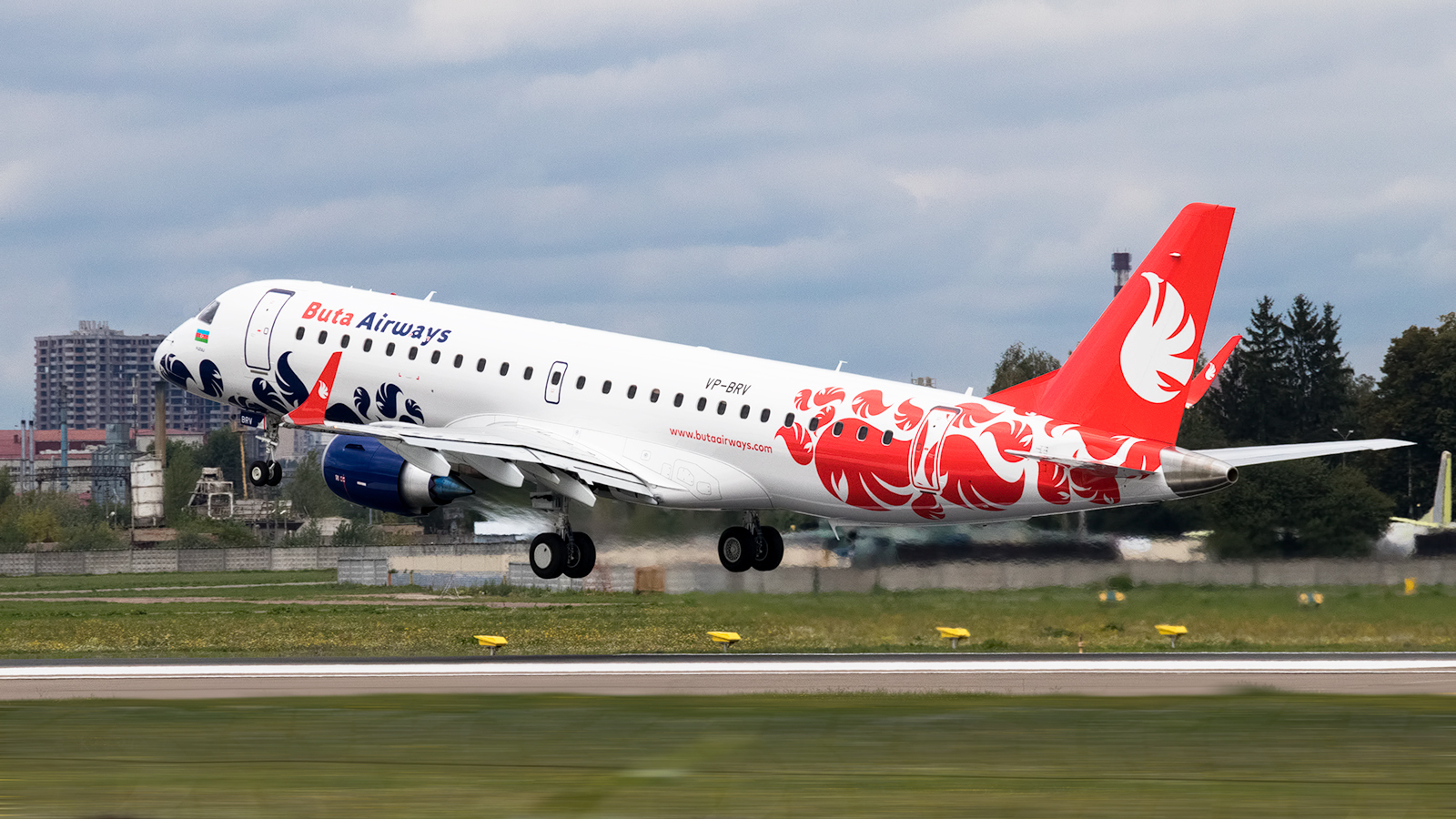
تقلع شركة Buta Airways Embraer 190 في مطار كييف-جولياني

اعتبارًا من أكتوبر 2019 ، يتكون أسطول خطوط طيران بوتا من الطائرات التالية:
| الطائرات    | في الخدمة | طلبات | ركاب | ملحوظات |  |
| ----------- | --------- | ----- | ---- | ------- |  |
| امبراير 190 | 8         | 0     | 106  |         |  |
| المجموع     | 8         | 0     |      |         |  |